# سفارة البرازيل في باربادوس
سفارة البرازيل في باربادوس هي أرفع تمثيل دبلوماسي لدولة البرازيل لدى باربادوس. تقع السفارة في بريدج تاون وهي تهدف لتعزيز المصالح البرازيلية في باربادوس.

## وصلات خارجية
- قائمة سفارات البرازيل
- قائمة السفارات في باربادوس